# Hașag
Hașag – wieś w Rumunii, w okręgu Sybin, w gminie Loamneș. W 2011 roku liczyła 556 mieszkańców.